# 타이슨 키드
타이슨 키드(Tyson Kidd, 1980년 7월 11일 ~ )라는 링네임을 사용하는 테오도르 제임스 윌슨(Theodore James Wilson) 또는 티제이 윌슨(TJ Wilson)은 캐나다의 남자 프로레슬링선수다. 1995년 7월 23일에 프로레슬링에 입문했고 현재는 미국의 프로레슬링 단체 스맥다운에서 활동하고 있다. 아내 나탈리아 나이드하트는 초등학교 때부터 알게 되었고 20년 동안 사귀다가 2013년에 결혼을 하였다. 피니쉬는 코드 블루(스프링보드 섬머솔트 넥브레이커/스냅매어 넥브레이커), 롤링 스탬피드(슈퍼 롤링 파이어맨즈 캐리 슬램), 샤프슈터, 던전 락(크로스 레그드 트라이앵글 초크), 스프링보드 엘보우 드롭, 브록버스터(다이빙 섬머솔트 넥브레이커), 스윙 피셔맨 수플렉스이며 7개의 피니쉬를 사용을 한다. 세자로랑 악역을 하였다가 WWE 태그팀 챔피언 등극 후 선역 전환을 하였다. 지금은 목 부상 때문에 휴식기를 가진 후 현재 WWE에서 프로듀서로 일하고 있다.

## 신체 사항
- 키 175cm

- 몸무게 88kg

## 수상
- WWE 태그팀 챔피언 (구 버전) 2회
- WWE 월드 태그팀 챔피언 (구 버전) 1회